# 鄭灼
鄭灼（514年—581年），字茂昭，東陽信安人，南北朝南梁、南陳官員與儒者。
鄭灼的祖父鄭惠是南梁衡陽太守，父親鄭季徽則是南梁通直散騎侍郎、建安令。他年少聰明，奮志儒學，曾經跟隨皇侃學習；中大通五年（533年）擔任釋褐官奉朝請，遷任員外散騎侍郎、給事中、安東將軍臨川王蕭正義的王府記室參軍，改任平西將軍邵陵王蕭綸的王府記室。梁簡文帝為太子時喜歡經學，引薦鄭灼為中書省義學士。承聖年間除授通直散騎侍郎，兼任國子博士，很快改任威戎將軍，兼中書通事舍人。陳武帝、陳文帝在位時，歷任安東將軍臨川王陳蒨、鎮北將軍鄱陽王陳伯山的王府諮議參軍，轉官中散大夫。之後以本職兼任國子博士，但未拜官就在太建十三年（581年）去世，虛歲六十八。
鄭灼個性專心勤勉，尤其明白三禮。年輕時曾夢見和皇侃在路途相遇，皇侃對他說：「鄭郎開口。」就吐口水到鄭灼口中，之後他的學問大有進步。鄭灼家中貧窮，日以繼夜抄寫註釋，毛筆的毫用盡後都會削去繼續使用；他又經常吃菜，講授時會多苦心熱，若果當時盛產瓜類植物時，他總會仰卧用瓜鎮著胸口，起來繼續誦讀，十分專注。

## 引用
1. 1 2  《陳書·卷三十三·列傳第二十七》：鄭灼字茂昭，東陽信安人也。祖惠，梁衡陽太守。父季徽，通直散騎侍郎、建安令。灼幼而聰敏，勵志儒學，少受業于皇侃。梁中大通五年，釋褐奉朝請。累遷員外散騎侍郎、給事中、安東臨川王府記室參軍，轉平西邵陵王府記室。簡文在東宮，雅愛經術，引灼為西省義學士。承聖中，除通直散騎侍郎，兼國子博士。尋為威戎將軍，兼中書通事舍人。高祖、世祖之世，歷安東臨川、鎮北鄱陽二王府諮議參軍，累遷中散大夫，以本職兼國子博士。未拜，太建十三年卒，時年六十八。
2. 1 2  《南史·卷七十一·列傳第六十一》：鄭灼字茂昭，東陽信安人也。幼聰敏，勵志儒學。少受業於皇侃。梁簡文在東宮，雅愛經術，引灼為西省義學士。承聖中，為兼中書通事舍人。仕陳，武帝、文帝時，累遷中散大夫，後兼國子博士，未拜卒。
3. ↑  《陳書·卷三十三·列傳第二十七》：灼性精勤，尤明三禮。少時嘗夢與皇侃遇於途，侃謂灼曰「鄭郎開口」，侃因唾灼口中，自後義理逾進。灼家貧，抄義疏以日繼夜，筆毫盡，每削用之。灼常蔬食，講授多苦心熱，若瓜時，輒偃臥以瓜鎮心，起便誦讀，其篤志如此。
4. ↑  《南史·卷七十一·列傳第六十一》：灼性精勤，尤明三禮。少時，嘗夢與皇侃遇於途，侃謂曰：「鄭郎開口。」侃因唾灼口中，自後義理益進。灼家貧，抄義疏以日繼夜，筆豪盡，每削用之。常蔬食，講授多苦心熱，若瓜時，輒偃臥以瓜鎮心，起便讀誦，其篤志如此。

## 延伸阅读
[在维基数据编辑]
 《陳書·卷33》，出自姚思廉《陳書》